# Звичайний фашизм
«Звичайний фашизм» (рос. «Обыкновенный фашизм») — документальний фільм Михайла Ромма, знятий на кіностудії «Мосфільм». Вийшов на екрани в 1965 році. Фільм удостоєний призу «Золотий голуб» і призу кінокритиків на VIII міжнародному кінофестивалі документальних фільмів у Лейпцигу.

## Зміст
Фільм розділений на глави:
1. Глава перша
2. «Майн Кампф», або Як обробляють телячі шкури
3. Кілька слів про автора.
4. А в цей час…
5. Культура Третього Рейху
6. Велика національна ідея в дії
7. Айн фольк. Айн Рейх. Айн фюрер.
8. Про себе
9. Мистецтво
10. «Ми належимо тобі…»
11. Але ж була інша Німеччина
12. «З масою потрібно поводитися, як з жінкою»
13. «Фюрер наказав — ми виконуємо»
14. Звичайний фашизм
15. Кінець Третьої імперії
16. Глава остання, незакінчена…

У фільмі використано трофейні хроніки з кіноархівів Міністерства освіти і пропаганди нацистської Німеччини й особистого фотоархіву Адольфа Гітлера, а також численні аматорські знімки, виявлені в есесівців.